# 우보 (도교)
우보(禹步)는 도교의 보행법이다. 도교의 수행자(修行者)들은 주로 심산유곡에 은둔하기 때문에 특수한 보행법(步行法)을 사용하여 악귀(惡鬼：魔鬼)를 쫓고 사기(邪氣)를 멀리하는 주법(呪法)이 있었는데 이 가운데 우보가 있다. 《포박자(抱朴子)》 제11권 <선약편>과 제17권 <등섭편>에 자세히 있는 우보법은 먼저 오른발을 앞으로 내딛고 다음에 왼발을 앞으로 내디딘 후 다시 오른발을 앞으로 내딛고 왼발을 오른발과 나란히 함을 거듭하는 것으로, 제3보부터는 왼발을 먼저 앞으로 내딛는 것인데 일본에서는 이를 반폐(反閉)라고도 한다.